# Alfred Van Hecke
Alfred Van Hecke (Zomergem, 17 februari 1879 - Waarschoot, 9 oktober 1939) was burgemeester van de Belgische gemeente Waarschoot van 1929 tot 1939.

## Geneesheer
Hij werd geboren als zoon van Jan Van Hecke (overleden in 1889) en Stefanie Van Huffel op de wijk Langeboeken te Zomergem. Hij studeerde eerst aan de colleges van Eeklo en Doornik. In 1905 behaalde hij het doctoraat in de geneeskunde aan de Katholieke Universiteit Leuven. Na een korte loopbaan in Zomergem werd hij geneesheer te Waarschoot. In opvolging van Arthur Standaert, volgens de traditie dat er maar één dokter per gemeente was.
In 1921 was Van Hecke er ook de eerste voorzitter en stichter van de Bond der Kroostrijke Gezinnen. In 1929 werd hij burgemeester te Waarschoot, hij bleef in functie tot zijn overlijden. Hij was gehuwd met Malvina Beken die hij in Leuven had leren kennen, ze werden de ouders van tien kinderen.